# Stefan Müller (Leichtathlet)
Stefan Müller (* 20. September 1979) ist ein ehemaliger Schweizer Leichtathlet. Müller hält den Schweizer Rekord im Speerwurf und erreichte in dieser Disziplin an den Leichtathletik-Europameisterschaften 2006 den siebten Rang.
Müller wuchs in Winterthur auf. In jungen Jahren war er ein ausgezeichneter Läufer, so wurde er als Zehnjähriger Kantonalmeister im 1000-Meter-Lauf. Später spezialisierte er sich auf den Speerwurf und holte mehrere Medaillen an Nachwuchs Schweizer Meisterschaften.
2004 erlebte Müller einen Rückschlag, als er sich am Ellbogen operieren lassen musste und deswegen die Olympischen Spiele verpasste.
Im folgenden Jahr gewann er die Bronzemedaille an der Universiade. 2006 schaffte er es als erster Schweizer, den neuen Speer über 80 Meter weit zu werfen. Seine Weite von 80,87 m brachte ihn an den Leichtathletik-Europameisterschaften 2006 auf den siebten Platz.
Wegen einer Diskushernie startete Müller 2007 erst später in die Saison, erreichte aber Ende Juni in Luzern die Limite für die Leichtathletik-Weltmeisterschaften. Im darauffolgenden Jahr konnte Müller nicht sein volles Potenzial abrufen und verpasste die Qualifikation für die Olympischen Spiele. 2009 konnte er sich wieder für die Leichtathletik-Weltmeisterschaften qualifizieren, verpasste allerdings den Einzug in den Final deutlich.
2010 erlitt Müller im Trainingslager in Südafrika einen Aussenbandabriss im linken Sprunggelenk und verpasste deswegen die ganze Saison. Kleinere Verletzungen warfen ihn auch 2011 zurück, weswegen er sich nicht für die Leichtathletik-Weltmeisterschaften qualifizieren konnte. Im September 2011 gab er seinen Rücktritt vom Spitzensport bekannt.
Müller startete für die LV Winterthur, sein Trainer ist der ehemalige Speerwerfer Terry McHugh. Müller ist 1,90 m gross und studiert an der ETH.
Heute führt Müller zusammen mit Christian Grossenbacher, der ebenfalls Athlet beim LVW war, ein Leichtathletik-Sportgeschäft in Winterthur.

## Erfolge
- 2001: Final U23-Leichtathletik-Europameisterschaften; U23-Schweizer Meister; U23-Schweizer Rekord mit 74,76 m
- 2003: Schweizer Meister; 7. Rang Universiade
- 2004: Schweizer Meister
- 2005: 3. Rang Universiade; 15. Rang Leichtathletik-Weltmeisterschaften
- 2006: 7. Rang Leichtathletik-Europameisterschaften; Schweizer Meister
- 2009: Schweizer Meister
- 2011: Schweizer Meister

## Persönliche Bestleistungen
- Speerwurf: 82,07 m, 16. September 2006 in Bern, Schweizer Rekord